# Mộ Dung Đức
Mộ Dung Đức (tiếng Trung: 慕容德; bính âm: Mùróng Dé) (336–405), năm 400 đổi tên thành Mộ Dung Bị Đức (慕容備德), tên tự Huyền Minh (玄明), gọi theo thụy hiệu là (Nam) Yên Hiến Vũ Đế ((南)燕獻武帝), là hoàng đế khai quốc của nước Nam Yên thời Thập lục quốc trong lịch sử Trung Quốc. Ông là một trong số các con trai của hoàng đế khai quốc của nước Tiền Yên là Mộ Dung Hoảng và là em trai của cả hoàng đế Tiền Yên Mộ Dung Tuấn và hoàng đế Hậu Yên Mộ Dung Thùy, và bởi vậy, ông từng là một thân vương và tướng lĩnh của cả hai nước. Sau khi con trai của Mộ Dung Thùy là Mộ Dung Bảo để mất phần lớn lãnh thổ của Hậu Yên vào tay Bắc Ngụy, Mộ Dung Đức đã cho quân dưới quyền chỉ huy của mình đi về phía nam và lập nước Nam Yên, kiểm soát vùng Sơn Đông hiện nay, song đã thất bại khi tìm cách mở mang lãnh thổ hơn nữa, và nước Nam Yên cuối cùng đã bị Đông Tấn tiêu diệt sau khi Mộ Dung Đức qua đời.

## Phụng sự Tiền Yên
Mộ Dung Đức sinh năm 336, là con của Mộ Dung Hoảng và Công Tôn phu nhân, bà trước đó cũng đã sinh hạ Mộ Dung Nạp (慕容納). Vào thời điểm đó, Mộ Dung Hoảng đang có tước hiệu Liêu Đông công và là một chư hầu của Đông Tấn, mặc dù vậy, đến năm 337 ông đã xưng làm Yên vương. Vì Đông Tấn không ban cho ông tước hiệu này (phải đến năm 341 Tấn Thành Đế mới sắc phong), nên sự kiện này được coi là dấu mốc thành lập nước Tiền Yên độc lập. Khi còn trẻ, Mộ Dung Đức đã được coi là người hiếu học, tuấn tú và tài năng.
Năm 354, sau khi anh trai Mộ Dung Tuấn chính thức tuyệt giao với Đông Tấn và xưng đế, Mộ Dung Đức được anh phong là Lương công. Sau khi Mộ Dung Tuấn qua đời năm 360 và con trai Mộ Dung Vĩ kế vị, Mộ Dung Đức được lập làm Phạm Dương vương. Năm 368, ông được giao trấn thủ Nghiệp Thành (鄴城, nay thuộc Hàm Đan, Hà Bắc) khi bốn công tước của nước Tiền Tần kình địch nổi loạn chống hoàng đế Phù Kiên. Mộ Dung Đức đề xuất với người nhiếp chính là Mộ Dung Bình (em Mộ Dung Hoảng), rằng Tiền Yên nên đưa quân đến trợ giúp một trong số này là Phù Sưu (苻廋) và sau đó nắm lấy cơ hội để chinh phục Tiền Tần, song Mộ Dung Bình đã từ chối làm theo kế sách của ông.
Năm 369, khi tướng Hoàn Ôn của Đông Tấn mở một chiến dịch lớn nhắm vào Tiền Yên nhằm tiêu diệt nước này, Hoàn Ôn ban đầu đã thành công và tiếp cận được vùng lân cận của Nghiệp Thành. Anh trai của Mộ Dung Đức là Mộ Dung Thùy đã tình nguyện tiến hành một trận cuối cùng với Đông Tấn, và Mộ Dung Đức khi đó là một tướng dưới quyền chỉ huy của anh trai. Họ đã khiến cho Hoàn Ôn phải thất bại và buộc Hoàn phải từ bỏ chiến dịch của mình. Tuy nhiên, sau đó Mộ Dung Thùy do bị Mộ Dung Bình và Khả Túc Hồn Thái hậu nghi ngờ, đã buộc phải chạy trốn đến Tiền Tần, và do Mộ Dung Đức có mối quan hệ thân cận với Mộ Dung Thùy nên Mộ Dung Đức đã bị thu hồi chức vụ trấn thủ Nghiệp Thành. Sau khi Tiền Tần chính phục Tiền Yên vào năm 370, Mộ Dung Đức cũng như các thân vương khác trong hoàng tộc Mộ Dung, đã đầu hàng quân Tiền Tần.

## Phụng sự Tiền Tần
Phù Kiên phong cho hầu hết các thân vương của Tiền Yên làm thái thú các quận trong đế quốc, trong đó có Mộ Dung Đức và Mộ Dung Nạp. Song Mộ Dung Nạp đã sớm bị loại bỏ khỏi chức vụ, rồi cả Mộ Dung Nạp và Công Tôn phu nhân đều đến chỗ Mộ Dung Đức cai quản là quận Trương Dịch (張掖, gần tương ứng với Trương Dịch, Cam Túc ngày nay). Khoảng năm 383, khi Phù Kiên chuẩn bị một chiến dịch để tiêu diệt Đông Tấn và thống nhất Trung Quốc, Mộ Dung Đức và quân của ông đã được huy động. Ông để các con trai, Mộ Dung Nạp và Công Tôn phu nhân ở lại Trương Dịch; trước khi đi, ông đưa cho mẫu thân một con dao vàng để thể hiện sự hiếu thảo của mình.
Sau khi Phù Kiên đại bại trước Đông Tấn tại trận Phì Thủy, Mộ Dung Đức ban đầu đã cố thuyết phục Mộ Dung Thùy (đang giữ trại nơi Phù Kiên chạy đến) rằng hãy giết chết Phù Kiên và tiến hành nổi dậy để phục nước Yên. Khi Mộ Dung Thùy từ chối với lý do là để đáp lại lòng tốt của Phù Kiện với mình, Mộ Dung Đức sau đó lại cố thuyết phục Mộ Dung Vĩ hành động song Mộ Dung Vĩ cũng từ chối.
Tuy nhiên, vào mùa xuân năm 384, Mộ Dung Thùy đã nổi dậy gần Lạc Dương. Sau khi ông ta xưng là Yên vương, lập nước Hậu Yên, Mộ Dung Đức lại được phong tước hiệu cũ là Phạm Dương vương. Khi tin đến Trương Dịch, thái thú Phù Xương (苻昌) đã bắt giữ và xử tử Mộ Dung Nạp và tất cả các con trai của Mộ Dung Đức (và có lẽ cả mẹ của họ). Công Tôn phu nhân được tha vì tuổi tác, trong khi vợ của Mộ Dung Nạp là Đoàn phu nhân, lúc bấy giờ đang mang thai và đã bị tống giam để chờ ngày hành hình sau khi sinh. Tuy nhiên, Công Tôn phu nhân và Đoàn phu nhân đã được cứu thoát nhờ thuộc cấp lúc trước của Mộ Dung Đức là Hô Diên Bình (呼延平). Hô Diên Bình hộ tống hai người đến chỗ các bộ lạc người Khương.

## Phụng sự Hậu Yên

### Dưới thời Mộ Dung Thùy
Trong thời gian trị vì của Mộ Dung Thùy, Mộ Dung Đức giữ vai trò là một quan lại và tướng lĩnh chính, và Mộ Dung Thùy thường nghe lời khuyên của ông. Trong những năm đầu tiên của Hậu Yên, ông thường tiến hành các chiến dịch để chiếm giữ các khu vực do các quân phiệt bán độc lập cai quản. Đặc biệt, khoảng tết năm 387, ông cùng với sự hỗ trợ của cháu trai Mộ Dung Long, đã đánh bại được một chư hầu của Đông Tấn là Ôn Tường (溫詳) và quân nổi loạn của Đông Tấn là Trương Nguyện (張願), chiếm được lãnh thổ ở gần Hoàng Hà.
Trong hoặc khoảng tết năm 388, Mộ Dung Đức đã kết hôn với Đoàn Quý Phi, em gái của Hoàng hậu Đoàn Nguyên Phi - vợ Mộ Dung Thùy. Người vợ trước đó của ông (nếu có) có thể đã bị xử tử khi ông nổi loạn cùng với Mộ Dung Thùy.
Năm 389, Mộ Dung Đức cùng với cháu trai là Mộ Dung Lân, đã tiến hành một chiến dịch thành công chống lại bộ lạc Hạ Lan (賀蘭) của người Tiên Ti, buộc tộc trưởng Hạ Lan Nột (賀蘭訥) phải khuất phục.
Năm 393, khi Mộ Dung Thùy tính đến việc chinh phục đối thủ Mộ Dung Vĩnh của Tây Yên để giành quyền thừa kế hợp pháp duy nhất của Tiền Yên, hầu hết các triều thần đã phản đối, cho rằng quân Hậu Yên đã kiệt sức. Mộ Dung Đức là một trong số những người hưởng ứng ý định này, cho rằng Mộ Dung Vĩnh đã gây ra bối rối trong nhân dân về việc ai mới là người thừa kế hợp pháp. Mộ Dung Thùy quyết định tiến hành kế hoạch, và vào năm 394 Tây Yên đã bị tiêu diệt.
Năm 395, Mộ Dung Đức là một trong các tướng nằm dưới sự chỉ huy của thái tử Mộ Dung Bảo đi đánh nước Bắc Ngụy của Thác Bạt Khuê vì nước này đã tiến hành cướp bóc vùng biên giới của Hậu Yên. Song với sự bất tài của Mộ Dung Bảo, quân Hậu Yên đã bị quân Bắc Ngụy đánh bại trong trận Tham Hợp Pha và hầu hết binh sĩ đã bị Bắc Ngụy bắt rồi thảm sát.
Sau thất bại ở Tham Hợp pha, Mộ Dung Đức đề nghị với Mộ Dung Thùy phải đánh Bắc Ngụy vì nước này sẽ là một mối đe dọa trong tương lai do Thác Bạt Khê đã xem thường Mộ Dung Bảo. Mộ Dung Thùy chấp thuận và năm 396 lại đích thân mang quân tấn công Bắc Ngụy. Các chiến dịch ban đầu đạt được thành công, song khi quân Hậu Yên đi qua Tham Hợp pha, họ đã tỏ vẻ thê lương trước xương chất đống của quân Yên tử trận khi trước. Điều đó khiến cho Mộ Dung Thùy trở nên bối rối và tức giận rồi lâm bệnh nặng hơn. Quân Hậu Yên buộc phải rút lui và Mộ Dung Thùy chết trên đường trở về kinh thành Trung Sơn (中山, nay thuộc Bảo Định, Hà Bắc). Mộ Dung Bảo lên kế vị phụ thân.

### Dưới thời Mộ Dung Bảo
Sau khi Mộ Dung Bảo lên ngôi hoàng đế đã lập Mộ Dung Đức làm đại tướng quân và trấn thủ Nghiệp Thành cùng phía nam đất nước. Tuy nhiên, ngay sau đó, Bắc Ngụy lại tấn công Hậu Yên và Mộ Dung Bảo đã quyết định chỉ phòng thủ các thành lớn ở đồng bằng Hà Bắc. Quân Bắc Ngụy có thể dễ dàng kiểm soát toàn bộ lãnh thổ còn lại. Cuối cùng, chỉ có Trung Sơn và Nghiệp Thành là còn nằm trong tay Hậu Yên. Mộ Dung Đức chiến đấu với quân Bắc Ngụy để giữ Nghiệp Thành, song trong lúc này, Mộ Dung Bảo đã bỏ Trung Sơn và chạy về cố đô của Tiền Yên là Long Thành (龍城, nay thuộc Cẩm Châu, Liêu Ninh) và Mộ Dung Đức đã mất liên lạc với vua cháu. Vào một số dịp, các thuộc hạ đã hỏi ông về việc xưng đế, song mỗi lần, sau khi nhận được tin Mộ Dung Bảo vẫn còn sống, ông đã không làm như vậy. Cuối năm 397, đề xuất của Mộ Dung Đức về việc Mộ Dung Bảo tiến xuống phía nam để thu hồi lại các lãnh thổ đã mất cuối cùng đã đến tay Mộ Dung Bảo. Mộ Dung Bảo chấp thuận và chuẩn bị một chiến dịch lớn vào năm 398.
Tuy nhiên, trong khi đó, một người em của Mộ Dung Bảo là Mộ Dung Lân, người đã xưng đế trong một thời gian ngắn, chạy trốn đến Nghiệp Thành và đề nghị Mộ Dung Đức bỏ Nghiệp Thành (vì Lân cho rằng quá lớn để có thể phòng thủ) và tiến về phía nam Hoàng Hà để đến Hoạt Đài (滑台, nay thuộc An Dương, Hà Nam). Mộ Dung Đức đồng ý và đến mùa xuân năm 398, ông bỏ Nghiệp Thành, đem quân đến Hoạt Đài. Tại đây, Mộ Dung Lân nhường tước đế cho Mộ Dung Dức. Mặc dù Mộ Dung Đức từ chối, ông lại xưng tước hiệu Yên vương (tước hiệu mà Mộ Dung Thùy đã có) để thể hiện độc lập và lập nên nước Nam Yên.

## Trị vì

### Mâu thuẫn nội tộc
Sau khi Mộ Dung Lân trao tước đế cho Mộ Dung Đức, ông ta ngay lập tức lại âm mưu tiến hành nổi loạn. Mộ Dung Đức vì thế đã giết chết người cháu này.
Ngay sau đó, Mộ Dung Đức phải tính đến việc có nên giết chết các cháu trai không. Trong lúc đó, Mộ Dung Bảo vẫn chưa biết rằng thúc phụ đã tuyên bố độc lập nên vẫn bắt đầu một chiến dịch chống lại Bắc Ngụy, song binh lính của ông ta do mệt mỏi với chiến tranh nên đã nổi loạn, buộc ông ta phải trở về Long Thành. Sau đó quân nổi loạn tiếp tục chiếm được Long Thành và buộc ông ta phải chạy về phía nam. Khi đến gần Hoạt Đài, Bảo vẫn không biết gì về việc Mộ Dung Đức đã xưng là Yên vương, và đã cử một hoạn quan tên là Triệu Tư (趙思) làm sứ thần đến chỗ Mộ Dung Đức, yêu cầu Mộ Dung Đức cử quan đến hộ tống ông ta đến nơi một cách an toàn. Mộ Dung Đức ban đầu đã tính đến việc thoái vị và nghênh đón sự trở lại của Mộ Dung Bảo, song sau khi nghe được những lời khuyên trái chiều của Trương Hoa (張華) và Mộ Dư Hộ (慕輿護), ông đã thay đổi ý định và chuẩn bị bắt Mộ Dung Bảo và đưa cháu trai đến với cái chết, song trong lúc Mộ Dư Hộ dẫn quân đến chỗ ẩn náu của Mộ Dung Bảo, Mộ Dung Bảo biết chuyện và chạy về phía bắc. Mộ Dung Đức giữ lại Triệu Tư, song sau khi bị Triệu Tư nguyền rủa là một người cướp ngôi, ông đã cho giết Triệu Tư.

### Chiếm Thanh châu xưng đế
Năm 399, tướng Phù Quảng (苻廣), anh em của hoàng đế Phù Đăng của Tiền Tần, đã nghe được lời tiên tri rằng Tiền Tần sẽ sớm được tái lập, và do đó đã tuyên bố nổi loạn, xưng là Tần vương. Mộ Dung Đức đã đích thân dẫn quân đi đánh Phù Quảng và giết chết người này. Tuy nhiên, khi ông đi đánh trận, cháu trai Mộ Dung Hòa (慕容和) ở lại để trấn thủ Hoạt Đài và đã bị tướng Lý Biện (李辯) ám sát, người này sau đó đã trao thành cho Bắc Ngụy. Tổng trấn của Bắc Ngụy là Tố Hòa Bạt (素和跋) đã nhanh chóng tiến vào Hoạt Đài và đánh bại đội quân của Mộ Dung Đức và một người anh em họ tên là Mộ Dung Trấn (慕容鎮), và các thành khác trong vùng Hoạt Đài sau đó cũng đã đầu hàng Bắc Ngụy. Mộ Dung Đức tính đến chuyện bao vây Hoạt Đài, song vì nghe theo lời khuyên của tướng Hàn Phạm (韓範) rằng vây Hoạt Đài sẽ khó, ông quyết định đem quân về phía đông và giao chiến với thứ sử Thanh Châu (青州, nay là trung bộ và đông bộ Sơn Đông) là Tịch Lư Hồn (辟閭渾) của Đông Tấn. Vào mùa thu năm 399, ông chiếm được đô phủ của Thanh Châu là Quảng Cố (廣固, nay thuộc Thanh Châu, Sơn Đông), giết chết Tịch Lư, và biến Quảng Cố thành kinh đô mới. Từ thời điểm này, Mộ Dung Đức còn thực hiện một vài chiến dịch quân sự khác, ông cuối cùng bằng lòng với việc kiểm soát một đế chế nhỏ song ổn định.
Năm 400, Mộ Dung Đức xưng đế và đổi tên từ Mộ Dung Đức thành Mộ Dung Bị Đức (慕容備德) để cho phép người dân dễ dàng hơn trong việc kiêng húy, điều này có nghĩa rằng người dân sẽ chỉ phạm húy nếu họ sử dụng "Bị Đức" cùng nhau, còn nếu dùng "Bị" hoặc "Đức" một cách riêng biệt thì vẫn được phép vì cả hai chữ đều phổ biến. Ông phong cho Đoàn vương hậu là Hoàng hậu.

### Tìm người kế nghiệp
Khi Mộ Dung Đức định cư tại Quảng Cố, ông cử nhiều phái đoàn để cố tìm ra tung tích của Công Tôn phu nhân và Mộ Dung Nạp. Năm 401, ông cử quan Đỗ Hoằng (杜弘) đi, bồi thường cho Đỗ Hoằng bằng cách để cha ông ta là Đỗ Hùng (杜雄) làm quan một huyện, song sau khi Đỗ Hoằng đến Trương Dịch, ông ta bị bọn cướp giết chết trước khi có thể tìm hiểu được điều gì. Tuy nhiên, năm 403, sau khi thuộc hạ cũ là Triệu Dung (趙融) đến từ lãnh thổ Hậu Tần, ông ta kể cho ông rằng Công Tôn phu nhân và Mộ Dung Nạp đều đã chết, và Mộ Dung Đức đã thương tiếc họ rất nhiều, đến nỗi ông lâm bệnh và từ thời điểm này trở đi, sức khỏe của ông trở nên không ổn định.
Cũng trong năm 403, theo sự cho phép của Mộ Dung Đức, một anh em của Hàn Phạm đã thực hiện cải cách một chính sách mà Mộ Dung Đức trước đó đã thiết lập, theo đó nếu người dân trong nước bị buộc phải tái định cư, họ sẽ được miễn các loại thuế sở hữu, tuy nhiên điều này dẫn đến các tuyên bố không trung thực về việc cướp ép di dân, và các loại thuế đó lại được khôi phục.
Năm 402, do Hoàn Huyền chiếm quyền nhiếp chính tại Đông Tấn bằng vũ lực, nhiều tướng lĩnh không chống đối được Hoàn Huyền, gồm Lưu Quỹ (劉軌), Tư Mã Hưu Chi (司馬休之), Cao Nhã Chi (高雅之), và Lưu Kính Tuyên (劉敬宣) đã chạy trốn đến Nam Yên. Năm 403, Cao Nhã Chi đề xuất Mộ Dung Đức đánh Hoàn Huyền, hy vọng rằng nếu không chinh phục được Đông Tấn thì cũng có thể lấy được lãnh thổ của Đông Tấn ở phía bắc Trường Giang. Hàn Phạm đồng ý với đề xuất này, cảm thấy rằng Hoàn Huyền không phải là một tướng giỏi và có thể dễ dàng bị đánh bại. Tuy nhiên, Mộ Dung Đức đã do dự và ông giải thích rằng từ lâu chỉ muốn khôi phục lại lãnh thổ Hậu Yên cũ từ tay Bắc Ngụy và chưa từng tính đến việc tiến về phía nam. Sau đó, do được một số tướng đồng tình, kế hoạch của Cao đã không được thực hiện. Quá thất vọng, năm 404, Cao Nhã Chi và Lưu Kính Tuyên đã âm mưu ám sát Mộ Dung Đức và đưa Tư Mã Hưu Chi lên thay thế, song kế hoạch đã bị lộ sau khi họ kể nó với Lưu Quỹ, là người không đồng ý với kế hoạch. Lưu Quỹ và Cao Nhã Chi bị bắt giữ và giết chết, còn Lưu Kính Tuyên và Tư Mã Hưu Chi thì đào thoát về Đông Tấn (khi đó Hoàn Huyền đã bị Lưu Dụ đánh bại).
Vào mùa hè năm 405, người con trai duy nhất còn sống sót của Mộ Dung Nạp là Mộ Dung Siêu (sinh sau cái chết của Mộ Dung Nạp), chạy trốn từ kinh thành Trường An của Hậu Tần đến Nam Lương, chứng minh danh tính của mình bằng cách trình cho Mộ Dung Đức con dao vàng mà Đức đã tặng cho Công Tôn phu nhân trước đây. Mộ Dung Đức vừa hạnh phúc lại vừa buồn rầu, và ông lập Mộ Dung Siêu là Bắc Hải vương, tương đương với tước hiệu của anh ông Mộ Dung Nạp khi còn là thân vương của Tiền Yên. Do Mộ Dung Đức không còn người con trai nào còn sống sót, ông dự định để Mộ Dung Siêu kế vị, và do đó đã lựa chọn những người đủ tài để phò tá cho Mộ Dung Siêu.
Mộ Dung Siêu gây ấn tượng cho hầu hết các quan lại Nam Yên, và hầu hết trong số họ coi ông là người thừa kế hợp pháp. Vài tháng sau đó, trong mùa thu, Mộ Dung Đức lâm bệnh, ông lập Mộ Dung Siêu làm thái tử.
Mộ Dung Đức qua đời ngay sau đó, thọ 70 tuổi. Mộ Dung Siêu lên ngôi suôn sẻ.
Việc chôn cất Mộ Dung Đức được thực hiện theo một cách kỳ lạ, có lẽ là theo ý nguyện của chính ông: sau khi ông qua đời, trên 10 quan tài được đem ra khỏi thành qua các cửa khác nhau và chôn ở những địa điểm bí mật, và chỉ một trong số đó là có thi hài của Mộ Dung Đức. Sau khi đoạn tang, một quan tài rỗng được đem chôn với nghi thức của hoàng đế.